# Duńkowice (gromada)
Duńkowice – dawna gromada, czyli najmniejsza jednostka podziału terytorialnego Polskiej Rzeczypospolitej Ludowej w latach 1954–1972.
Gromady, z gromadzkimi radami narodowymi (GRN) jako organami władzy najniższego stopnia na wsi, funkcjonowały od reformy reorganizującej administrację wiejską przeprowadzonej jesienią 1954 do momentu ich zniesienia z dniem 1 stycznia 1973, tym samym wypierając organizację gminną w latach 1954–1972.
Gromadę Duńkowice z siedzibą GRN w Duńkowicach utworzono – jako jedną z 8759 gromad na obszarze Polski – w powiecie jarosławskim w woj. rzeszowskim na mocy uchwały nr 21/54 WRN w Rzeszowie z dnia 5 października 1954. W skład jednostki weszły obszary dotychczasowych gromad Duńkowice i Łazy (bez obszaru spółdzielni produkcyjnej Wietlin III) ze zniesionej gminy Radymno oraz obszar dotychczasowej gromady Zaleska Wola ze zniesionej gminy Laszki w tymże powiecie.
13 listopada 1954 gromada weszła w skład nowo utworzonego powiatu radymniańskiego, gdzie ustalono dla niej 18 członków gromadzkiej rady narodowej.
31 grudnia 1961 do gromady Duńkowice włączono obszar zniesionej gromady Michałówka w tymże powiecie, po czym w związku ze zlikwidowaniem powiatu radymniańskiego gromadę Duńkowice włączono z powrotem do powiatu jarosławskiego w tymże województwie.
Gromada przetrwała do końca 1972 roku, czyli do kolejnej reformy gminnej.